# Liriomyza euphorbiana
Liriomyza euphorbiana är en tvåvingeart som beskrevs av Friedrich Georg Hendel 1931. Liriomyza euphorbiana ingår i släktet Liriomyza och familjen minerarflugor.
Artens utbredningsområde är Kanarieöarna. Inga underarter finns listade i Catalogue of Life.